# Jigme Singye Wangchuck
Jigme Singye Wangchuck, född 11 november 1955 i Thimphu, var Bhutans kung (Druk Gyalpo) 1972–2006. Han är son till Jigme Dorji Wangchuk och efterträdde sin far som monark den 21 juli 1972. Han abdikerade den 15 december 2006 till förmån för sin son Jigme Khesar Namgyal Wangchuck.

## Familj
Jigme Singye Wangchuck är gift med fyra drottningar som är systrar med varandra. Han har fem söner och fem döttrar. Flera av hans barn är utbildade utomlands.

### Drottningar
- Hennes Majestät Ashi Dorji Wangmo Wangchuck (född 1955, andra dottern till Yab Ugen Dorji och Yum Thuiji Zam)
- Hennes Majestät Ashi Tshering Pem Wangchuck (född 1957, tredje dottern)
- Hennes Majestät Ashi Tshering Yangdon Wangchuck (född 1959, fjärde dottern)
- Hennes Majestät Ashi Sangay Choden Wangchuck (född 1963, femte dottern)

### Barn
- Hennes Kungliga Höghet Prinsessan Ashi Chimi Yangzom Wangchuck, dotter till Ashi Tshering Pem Wangchuck (1980)
- Hans Majestät Kung Druk Gyalpo Jigme Khesar Namgyel Wangchuck, son till Ashi Tshering Yangdön Wangchuck (1980)
- Hennes Kungliga Höghet Prinsessan Ashi Sonam Dechen Wangchuck, dotter till Ashi Dorji Wangmo Wangchuck (1981)
- Hennes Kungliga Höghet Prinsessan Ashi Dechen Yangzom Wangchuck, dotter till Ashi Tsering Yangdon Wangchuck (1981)
- Hennes Kungliga Höghet Prinsessan Ashi Kesang Choden Wangchuck, dotter till Ashi Tshering Pem Wangchuck (1982)
- Hans Kungliga Höghet Prins Dasho Jigyel Ugyen Wangchuck, son till Ashi Dorji Wangmo Wangchuck (1984)
- Hans Kungliga Höghet Prins Dasho Khamsum Singye Wangchuck, son till Ashi Sangay Choden Wangchuck (1985)
- Hans Kungliga Höghet Prins Gyaltshab Jigme Dorji Wangchuck, son till Ashi Tshering Yangdön Wangchuck (1986)
- Hennes Kungliga Höghet Prinsessan Ashi Euphelma Choden Wangchuck, dotter till Ashi Sangay Choden Wangchuck (1993)
- Hans Kungliga Höghet Prins Dasho Ugyen Jigme Wangchuck, son till Ashi Tshering Pem Wangchuck (1994)